# Callimetopus cynthioides
Callimetopus cynthioides là một loài bọ cánh cứng trong họ Cerambycidae.